# 아스트리드 S
아스트리드 S(Astrid S, 1996년 10월 29일 ~ )는 노르웨이의 싱어송라이터이다. 2013년 팝 아이돌 노르웨이에 나와 5위를 했다.

## 소개
노르웨이 베르코크(Berkåk)라는 작은 마을에서 자라, 어릴 적부터 음악에 빠졌다. 16살이었던 2013년, 팝 아이돌 노르웨이에 참가했다. 당시 본명으로 싱글 "Shattered"를 발매했다. 그 후, 2015년, 미국에서 "아스트리드 S"라는 새로운 이름으로 첫 싱글 "2AM"을 발매했다. 17살 때, 음악 활동에 집중하기 위해 고등학교를 그만 두었다.
2016년, 트로이 시반의 유럽 투어에 참여했고, 5월 20일에 EP Astrid S를 발매했다.

## 음반 목록

### EP
- Astrid S (2016)
- Party's Over (2017)

### 싱글
- Shattered (2013)
- 2AM (2014)
- Hyde (2015)
- Paper Thin (2015)
- Hurts So Good (2016)
- Breathe (2017)
- Bloodstream (2017)

#### 커버
- "Undressed" - 줄리 버겐과 함께 (2013)
- "FourFiveSeconds" - cover (2015)

#### 피쳐링
| 연도 | 제목                                              | 앨범 믹스테잎 EP         |
| ---- | ------------------------------------------------- | ------------------------ |
| 2015 | "Running Out" (마토마의 곡)                       | N/A                      |
| 2015 | "Air" (숀 멘데스의 곡)                            | Handwritten              |
| 2015 | "Dawn" (iSHi의 곡)                                | Spring Pieces            |
| 2015 | "Waiting for Love" (아비치의 곡. 프린스턴과 함께) | Waiting for Love Remixes |
| 2016 | "Dust" (CLMD의 곡)                                | N/A                      |